# Vòng loại Giải vô địch bóng đá U-16 châu Á 2012
Vòng loại Giải vô địch bóng đá U-16 châu Á 2012.

## Thể thức
40 đội tuyển tham gia vòng loại được chia thành hai khu vực, khu vực Tây (22) và khu vực Đông (18). Các đội sẽ được chia thành 7 bảng, mỗi bảng gồm 6 hoặc 5 đội tuyển.
Khu vực Tây sẽ có hai bảng 6 đội và hai bảng 5 đội trong khi khu vực Đông sẽ có ba bảng 6 đội.
Hai đội tuyển đứng đầu mỗi bảng và đội đứng thứ ba có thành tích tốt nhất từ cả hai khu vực Đông và Tây sẽ tham dự vòng chung kết.

## Hạt giống
Lễ bốc thăm chia bảng cho vòng loại giải vô địch bóng đá U-16 châu Á 2012 đã diễn ra tại trụ sở AFC vào ngày 30 tháng 3 năm 2011.
| Tây Á (Xếp hạng từ thứ 1 đến thứ 22) | Đông Á (Xếp hạng từ thứ 1 đến thứ 18) |
| --- | --- |
| 1. Uzbekistan 2. UAE 3. Syria 4. Iraq 5. Iran 6. Kuwait 7. Tajikistan 8. Oman 9. Ả Rập Xê Út 10. Bahrain 11. Yemen 12. Bangladesh 13. Qatar 14. Nepal 15. Kyrgyzstan 16. Pakistan 17. Ấn Độ 18. Afghanistan 19. Liban 20. Palestine 21. Maldives 22. Sri Lanka | 1. CHDCND Triều Tiên 2. Úc 3. Nhật Bản 4. Indonesia 5. Việt Nam 6. Trung Quốc 7. Đông Timor 8. Đài Bắc Trung Hoa 9. Thái Lan 10. Lào 11. Hồng Kông 12. Singapore 13. Hàn Quốc 14. Myanmar 15. Malaysia 16. Guam 17. Campuchia 18. Ma Cao |

Năm đội đã quyết định không tham gia vòng loại:  Bhutan,   Jordan,  Mông Cổ,  Philippines,  Turkmenistan.  Brunei bị cấm tham gia bởi FIFA trong thời gian bốc thăm chia bảng.
 Sri Lanka được chia vào bảng A nhưng sau đó rút lui. 
 Liban được chia vào bảng D nhưng sau đó rút lui.
 Ma Cao được chia vào bảng E nhưng sau đó rút lui.

## Bảng đấu

### Bảng A
Tất cả các trận đấu được diễn ra tại Duhok, Iraq (UTC+3).
| Đội tuyển  | St      | T       | H       | B       | BT      | BB      | HS      | Đ       |
| ---------- | ------- | ------- | ------- | ------- | ------- | ------- | ------- | ------- |
| Iraq       | 4       | 3       | 1       | 0       | 17      | 2       | +15     | 10      |
| Iran       | 4       | 3       | 1       | 0       | 12      | 1       | +11     | 10      |
| Qatar      | 4       | 2       | 0       | 2       | 9       | 6       | +3      | 6       |
| Palestine  | 4       | 1       | 0       | 3       | 2       | 15      | −13     | 3       |
| Bangladesh | 4       | 0       | 0       | 4       | 0       | 16      | −16     | 0       |
| Sri Lanka  | rút lui | rút lui | rút lui | rút lui | rút lui | rút lui | rút lui | rút lui |

| Bangladesh | 0–7      | Iraq                                                                             |
| ---------- | -------- | -------------------------------------------------------------------------------- |
|            | Chi tiết | Emon 8' (l.n.) · Al-Mahdawi 4', 37', 66' · Ali Mhawi 25' · Karim 27' · Rasan 45' |

| Iran                                                              | 5–0      | Palestine |
| ----------------------------------------------------------------- | -------- | --------- |
| Karmollachaab 2' · Rigi 37' · Yasini 58' · Jaferi 78' · Nouri 87' | Chi tiết |           |

| Iraq                                                                                  | 6–0      | Palestine |
| ------------------------------------------------------------------------------------- | -------- | --------- |
| Al-Mahdawi 27', 57' · Karim 30' · Ali Mhawi 85' · Al Daoos 89' (ph.đ.) · Lateef 90+3' | Chi tiết |           |

| Iran                      | 3–0      | Qatar |
| ------------------------- | -------- | ----- |
| Bazaj 84' · Rigi 32', 47' | Chi tiết |       |

| Palestine                       | 2–0      | Bangladesh |
| ------------------------------- | -------- | ---------- |
| Salah 53' · R. Dari 68' (ph.đ.) | Chi tiết |            |

| Iraq                                       | 3–1      | Qatar         |
| ------------------------------------------ | -------- | ------------- |
| Al-Mahdawi 2' · Bani 45' · Abdul-Zahra 63' | Chi tiết | Al Salemi 33' |

| Qatar                                           | 4–0      | Palestine |
| ----------------------------------------------- | -------- | --------- |
| Al-Jalabi 5', 76' · Hassanin 13' · Al Ahrak 33' | Chi tiết |           |

| Iran                                            | 3–0      | Bangladesh |
| ----------------------------------------------- | -------- | ---------- |
| Estakhri 30' · Hosseini 76' · Karmollachaab 81' | Chi tiết |            |

| Bangladesh | 0–4      | Qatar                                         |
| ---------- | -------- | --------------------------------------------- |
|            | Chi tiết | Mohamed 39' · Afif 43', 90+1' · Al-Jalabi 51' |

| Iraq      | 1–1      | Iran       |
| --------- | -------- | ---------- |
| Rasan 43' | Chi tiết | Jaferi 42' |

### Bảng B
Tất cả các trận đấu được diễn ra tại Thành phố Kuwait và Hawally, Kuwait (UTC+3).
| Đội tuyển   | St | T | H | B | BT | BB | HS  | Đ  |
| ----------- | -- | - | - | - | -- | -- | --- | -- |
| Yemen       | 5  | 4 | 1 | 0 | 15 | 2  | +13 | 13 |
| Kuwait      | 5  | 4 | 0 | 1 | 14 | 3  | +11 | 12 |
| UAE         | 5  | 3 | 1 | 1 | 13 | 4  | +9  | 10 |
| Pakistan    | 5  | 2 | 0 | 3 | 7  | 9  | −2  | 6  |
| Afghanistan | 5  | 1 | 0 | 4 | 10 | 12 | −2  | 3  |
| Maldives    | 5  | 0 | 0 | 5 | 0  | 29 | −29 | 0  |

| Yemen       | 1–1      | UAE                 |
| ----------- | -------- | ------------------- |
| Al Dahi 62' | Chi tiết | Sulaiman 7' (ph.đ.) |

| Kuwait                | 3 – 0 Xử thắng | Afghanistan  |
| --------------------- | -------------- | ------------ |
| Al Asfour 82' (ph.đ.) | Chi tiết       | M. Zaher 37' |

| Pakistan                                       | 4–0      | Maldives |
| ---------------------------------------------- | -------- | -------- |
| Bilal 11' · Khan 13' · S. Ali 62' · R. Ali 67' | Chi tiết |          |

| UAE           | 3 – 0 Xử thắng | Afghanistan      |
| ------------- | -------------- | ---------------- |
| A. Harasi 38' | Chi tiết       | Amin 65' (ph.đ.) |

| Kuwait                   | 2–0      | Pakistan |
| ------------------------ | -------- | -------- |
| Bourslee 8' · Haider 51' | Chi tiết |          |

| Yemen                                                                          | 5–0      | Maldives |
| ------------------------------------------------------------------------------ | -------- | -------- |
| Fadaaq 21', 64' · Aiman Abdulkafi Ahmed 34' · Al-Dahi 40' · Mohamed 74' (l.n.) | Chi tiết |          |

| Maldives | 0–5      | Kuwait                                                      |
| -------- | -------- | ----------------------------------------------------------- |
|          | Chi tiết | Salem 38', 75' · Haider 49' · Al Enezi 89' · Al Hajri 90+2' |

| UAE               | 2–0      | Pakistan |
| ----------------- | -------- | -------- |
| Sulaiman 32', 79' | Chi tiết |          |

| Afghanistan           | 0 – 3 Xử thắng | Yemen       |
| --------------------- | -------------- | ----------- |
| Rezaie 68' · Amin 78' | Chi tiết       | G. Ahmed 6' |

| Maldives | 0–6      | UAE                                                                                    |
| -------- | -------- | -------------------------------------------------------------------------------------- |
|          | Chi tiết | Sulaiman 4' (ph.đ.), 33' (ph.đ.) · Al Harasi 6', 68' · Moosa 65' (l.n.) · Mohammad 70' |

| Kuwait        | 1–2      | Yemen                         |
| ------------- | -------- | ----------------------------- |
| Marzouq 90+4' | Chi tiết | Al-Haidari 1' · Al-Dahi 90+3' |

| Pakistan                    | 3–1      | Afghanistan      |
| --------------------------- | -------- | ---------------- |
| Bilal 45+4' · Khan 73', 84' | Chi tiết | Amin 54' (ph.đ.) |

| Yemen                                                                  | 4–0      | Pakistan |
| ---------------------------------------------------------------------- | -------- | -------- |
| Al-Dahi 41' (ph.đ.), 72' (ph.đ.) · Saif Ahmed 50' · Abdulrab Ahmed 84' | Chi tiết |          |

| UAE         | 1–3      | Kuwait                                  |
| ----------- | -------- | --------------------------------------- |
| Sulaiman 9' | Chi tiết | Marzouq 44' · Alajmi 49' · Bourslee 89' |

| Afghanistan                                                     | 9–0      | Maldives |
| --------------------------------------------------------------- | -------- | -------- |
| Zamen 39', 51', 61', 74', 90+2' · Rezaie 56', 76' · Hussain 79' | Chi tiết |          |

### Bảng C
Tất cả các trận đấu được diễn ra tại Tashkent, Uzbekistan (UTC+5).
| Đội tuyển  | St | T | H | B | BT | BB | HS  | Đ  |
| ---------- | -- | - | - | - | -- | -- | --- | -- |
| Uzbekistan | 4  | 4 | 0 | 0 | 20 | 1  | +19 | 12 |
| Ấn Độ      | 4  | 3 | 0 | 1 | 13 | 11 | +2  | 9  |
| Bahrain    | 4  | 1 | 1 | 2 | 7  | 7  | 0   | 4  |
| Tajikistan | 4  | 1 | 1 | 2 | 6  | 8  | −2  | 4  |
| Kyrgyzstan | 4  | 0 | 0 | 4 | 1  | 20 | −19 | 0  |

| Bahrain                         | 2–2      | Tajikistan                 |
| ------------------------------- | -------- | -------------------------- |
| Al Shaikh 52' · Al Hassouni 72' | Chi tiết | Tursunov 53' · Barotov 88' |

| Ấn Độ                                            | 7–0      | Kyrgyzstan |
| ------------------------------------------------ | -------- | ---------- |
| Rai 5', 7', 45', 55', 85' · Lalhlimpuia 17', 42' | Chi tiết |            |

| Kyrgyzstan | 0–7      | Uzbekistan                                                                                 |
| ---------- | -------- | ------------------------------------------------------------------------------------------ |
|            | Chi tiết | Abbasov 9', 44', 51' · Davlatov 16' · Ib. Abdullaev 27' · Boltboev 42' · Iz. Abdullaev 72' |

| Ấn Độ                        | 2–1      | Bahrain     |
| ---------------------------- | -------- | ----------- |
| Raja 50' · Sezie 73' (ph.đ.) | Chi tiết | Marhoon 21' |

| Uzbekistan                                                                            | 9–0      | Ấn Độ |
| ------------------------------------------------------------------------------------- | -------- | ----- |
| Abbasov 19', 45+1', 61', 68' · Odilov 26', 27', 30' · Ib. Abdullaev 41' · Mirzaev 67' | Chi tiết |       |

| Tajikistan                  | 2–0      | Kyrgyzstan |
| --------------------------- | -------- | ---------- |
| Tursunov 17' · Juraboev 33' | Chi tiết |            |

| Tajikistan           | 1–4      | Ấn Độ                                                  |
| -------------------- | -------- | ------------------------------------------------------ |
| Tursunov 17' (ph.đ.) | Chi tiết | Khiangte 26' · Rai 43' · Golui 61' · Lalhlimpuia 90+1' |

| Bahrain | 0–2      | Uzbekistan                          |
| ------- | -------- | ----------------------------------- |
|         | Chi tiết | Khamdamov 45+2' · Ib. Abdullaev 49' |

| Kyrgyzstan  | 1–4      | Bahrain                                                |
| ----------- | -------- | ------------------------------------------------------ |
| Cheshev 54' | Chi tiết | Obaid 8' · Marhoon 39' · Mohamed 63' (ph.đ.) · Isa 85' |

| Uzbekistan                   | 2–1      | Tajikistan  |
| ---------------------------- | -------- | ----------- |
| M. Ismoilov 20' · Odilov 36' | Chi tiết | Barotov 53' |

### Bảng D
Tất cả các trận đấu được diễn ra tại Kathmandu, Nepal (UTC+5:45).
| Đội tuyển   | St      | T       | H       | B       | BT      | BB      | HS      | Đ       |
| ----------- | ------- | ------- | ------- | ------- | ------- | ------- | ------- | ------- |
| Oman        | 3       | 2       | 0       | 1       | 4       | 4       | 0       | 6       |
| Syria       | 3       | 2       | 0       | 1       | 5       | 3       | +2      | 6       |
| Ả Rập Xê Út | 3       | 1       | 1       | 1       | 5       | 3       | +2      | 4       |
| Nepal       | 3       | 0       | 1       | 2       | 1       | 5       | −4      | 1       |
| Liban       | rút lui | rút lui | rút lui | rút lui | rút lui | rút lui | rút lui | rút lui |

| Syria                      | 2–0      | Nepal |
| -------------------------- | -------- | ----- |
| Ashqar 2' · Al-Hammoud 83' | Chi tiết |       |

| Oman | 0–3      | Ả Rập Xê Út                                 |
| ---- | -------- | ------------------------------------------- |
|      | Chi tiết | Al-Nabit 34' · Al-Qhtani 59' · Ghazwani 62' |

| Nepal | 0–2      | Oman                          |
| ----- | -------- | ----------------------------- |
|       | Chi tiết | Al-Rushadi 78' · Al-Alawi 87' |

| Ả Rập Xê Út | 1–2      | Syria                     |
| ----------- | -------- | ------------------------- |
| Hazazi 25'  | Chi tiết | Salkeni 4' · Alkhaled 69' |

| Syria        | 1–2      | Oman                          |
| ------------ | -------- | ----------------------------- |
| Mshhdani 67' | Chi tiết | Mubarak 9' · Jniat 12' (l.n.) |

| Ả Rập Xê Út | 1–1      | Nepal     |
| ----------- | -------- | --------- |
| Ahmed 13'   | Chi tiết | Heman 34' |

### Bảng E
Tất cả các trận đấu được tổ chức tại Bình Nhưỡng, Bắc Triều Tiên (UTC+9).
| Đội tuyển         | St      | T       | H       | B       | BT      | BB      | HS      | Đ       |
| ----------------- | ------- | ------- | ------- | ------- | ------- | ------- | ------- | ------- |
| CHDCND Triều Tiên | 4       | 4       | 0       | 0       | 16      | 2       | +14     | 12      |
| Trung Quốc        | 4       | 3       | 0       | 1       | 8       | 3       | +5      | 9       |
| Singapore         | 4       | 1       | 1       | 2       | 10      | 6       | +4      | 4       |
| Malaysia          | 4       | 1       | 1       | 2       | 5       | 7       | −2      | 4       |
| Đông Timor        | 4       | 0       | 0       | 4       | 3       | 24      | −21     | 0       |
| Ma Cao            | rút lui | rút lui | rút lui | rút lui | rút lui | rút lui | rút lui | rút lui |

| Trung Quốc                                           | 3–1      | Malaysia  |
| ---------------------------------------------------- | -------- | --------- |
| Wang Jinxian 18' · Zhang Xiuwei 58' · Chen Kerui 69' | Chi tiết | Akram 77' |

| Đông Timor                      | 2–11     | CHDCND Triều Tiên                                                                                     |
| ------------------------------- | -------- | --- |
| Januário 45+1' · Francyatma 80' | Chi tiết | Ri Kwang-Song 8', 52' · Choe Ju-Song 12', 50', 6', 69' · Ri Ryong 28', 32' · Kim Il-Jin 71', 74', 77' |

| Trung Quốc                                              | 3–1      | Singapore          |
| ------------------------------------------------------- | -------- | ------------------ |
| Wang Jinxian 13' · Li Xiaoming 69' · Zhang Xiuwei 90+3' | Chi tiết | Swandi 17' (ph.đ.) |

| CHDCND Triều Tiên                                | 3–0      | Malaysia |
| ------------------------------------------------ | -------- | -------- |
| Jon Kum-Song 20' (ph.đ.) · Choe Ju-Song 37', 57' | Chi tiết |          |

| Malaysia                             | 3–0      | Đông Timor |
| ------------------------------------ | -------- | ---------- |
| Raphi 45+1' · Akram 74' · Hakimi 88' | Chi tiết |            |

| CHDCND Triều Tiên | 1–0      | Singapore |
| ----------------- | -------- | --------- |
| Ri Kwang Song 89' | Chi tiết |           |

| Trung Quốc                             | 2–0      | Đông Timor |
| -------------------------------------- | -------- | ---------- |
| Liu Hao 23' (ph.đ.) · Wang Jinxian 35' | Chi tiết |            |

| Singapore    | 1–1      | Malaysia  |
| ------------ | -------- | --------- |
| Bin Azmi 56' | Chi tiết | Akram 31' |

| Đông Timor   | 1–8      | Singapore                                                                           |
| ------------ | -------- | ----------------------------------------------------------------------------------- |
| Januário 20' | Chi tiết | Suzliman 4' · Swandi 39', 45+1', 79' · Azeman 54' · Ramli 77', 78' · Abd Rahman 87' |

| CHDCND Triều Tiên   | 1–0      | Trung Quốc |
| ------------------- | -------- | ---------- |
| Ri Kwang-Song 90+2' | Chi tiết |            |

### Bảng F
Tất cả các trận đấu được tổ chức tại Viêng Chăn, Lào (UTC+7).
| Đội tuyển         | St | T | H | B | BT | BB | HS  | Đ  |
| ----------------- | -- | - | - | - | -- | -- | --- | -- |
| Nhật Bản          | 5  | 4 | 0 | 1 | 21 | 6  | +15 | 12 |
| Hàn Quốc          | 5  | 3 | 2 | 0 | 23 | 3  | +20 | 11 |
| Lào               | 5  | 3 | 1 | 1 | 13 | 6  | +7  | 10 |
| Việt Nam          | 5  | 2 | 1 | 2 | 12 | 9  | +3  | 7  |
| Campuchia         | 5  | 1 | 0 | 4 | 2  | 25 | −23 | 3  |
| Đài Bắc Trung Hoa | 5  | 0 | 0 | 5 | 1  | 23 | −22 | 0  |

| Đài Bắc Trung Hoa | 0–4      | Nhật Bản                                 |
| ----------------- | -------- | ---------------------------------------- |
|                   | Chi tiết | Ito 10' · Sasaki 50' · Kitagawa 68', 73' |

| Việt Nam                  | 1–1      | Hàn Quốc           |
| ------------------------- | -------- | ------------------ |
| Trần Ngọc Sơn 75' (ph.đ.) | Chi tiết | Hwang Hee-Chan 27' |

| Lào                                                                     | 5–0      | Campuchia |
| ----------------------------------------------------------------------- | -------- | --------- |
| Phithack 34' · Armisay 24' (ph.đ.), 58' · Southavone 51' · Anilan 90+2' | Chi tiết |           |

| Nhật Bản                  | 2–4      | Hàn Quốc                                                   |
| ------------------------- | -------- | ---------------------------------------------------------- |
| Okamura 5' · Sugimoto 74' | Chi tiết | Hwang Hee-Chan 20' · Lee Gun 43', 90+4' · Yoo Won-Jong 81' |

| Đài Bắc Trung Hoa   | 1–2      | Campuchia               |
| ------------------- | -------- | ----------------------- |
| Wang Chueh-Chun 68' | Chi tiết | Phallin 8', 10' (ph.đ.) |

| Việt Nam | 0–3      | Lào                               |
| -------- | -------- | --------------------------------- |
|          | Chi tiết | Dalavong 13', 23' · Kettavong 76' |

| Hàn Quốc | 8–0      | Đài Bắc Trung Hoa |
| --- | -------- | ----------------- |
| Hwang Ki-Wook 8' (ph.đ.) · Suh Jeong-Deog 10', 14' · Roh Kyoung-Woo 19', 62' (ph.đ.), 76' · Tsai Shuo-Che 42' (l.n.) · Yu Chung-In 66' | Chi tiết |                   |

| Campuchia | 0–5      | Việt Nam                                                                                        |
| --------- | -------- | ----------------------------------------------------------------------------------------------- |
|           | Chi tiết | Trần Ngọc Sơn 12' (ph.đ.) · Vũ Duy Nghi 80', 88' · Nguyễn Việt Thắng 86' · Nguyễn Quang Hải 90' |

| Nhật Bản                                                            | 6–0      | Lào |
| ------------------------------------------------------------------- | -------- | --- |
| Nakamura 16', 55' · Kitagawa 47', 74' · Yoshiki 66' · Kobayashi 86' | Chi tiết |     |

| Campuchia | 0–4      | Nhật Bản                              |
| --------- | -------- | ------------------------------------- |
|           | Chi tiết | Nakamura 58', 61', 66' · Takagi 90+1' |

| Việt Nam                                                             | 4–0      | Đài Bắc Trung Hoa |
| -------------------------------------------------------------------- | -------- | ----------------- |
| Lê Hoàng Dương 9', 69' · Huỳnh Hoàng Khanh 50' · Nguyễn Duy Điển 68' | Chi tiết |                   |

| Lào | 0–0      | Hàn Quốc |
| --- | -------- | -------- |
|     | Chi tiết |          |

| Hàn Quốc | 10–0     | Campuchia |
| --- | -------- | --------- |
| Seukirin 1' (l.n.) · Lee Gun 14', 34', 74', 87' · Choi Ju-Yong 16' · Hwang Ki-Wook 21' · You Jin-Seok 70' · Ko Min-Hyeok 84' · Roh Kyoung-Woo 90' | Chi tiết |           |

| Nhật Bản                                           | 5–2      | Việt Nam                                  |
| -------------------------------------------------- | -------- | ----------------------------------------- |
| Nakamura 35', 57', 72' · Kobayashi 51' · Sakai 66' | Chi tiết | Nguyễn Việt Thắng 1' · Lê Hoàng Dương 63' |

| Đài Bắc Trung Hoa | 0–5      | Lào                                                                        |
| ----------------- | -------- | -------------------------------------------------------------------------- |
|                   | Chi tiết | Kongmathilath 6', 15' · Dalavong 11' · Yen Ting-Han 30' (l.n.) · Keola 83' |

### Bảng G
Tất cả các trận đấu được tổ chức tại Nonthaburi (Nonthaburi) và Băng Cốc, Thái Lan (UTC+7).
| Đội tuyển | St | T | H | B | BT | BB | HS  | Đ  |
| --------- | -- | - | - | - | -- | -- | --- | -- |
| Thái Lan  | 5  | 5 | 0 | 0 | 28 | 6  | +22 | 15 |
| Úc        | 5  | 4 | 0 | 1 | 22 | 5  | +17 | 12 |
| Indonesia | 5  | 3 | 0 | 2 | 26 | 10 | +16 | 9  |
| Myanmar   | 5  | 2 | 0 | 3 | 13 | 14 | −1  | 6  |
| Hồng Kông | 5  | 1 | 0 | 4 | 8  | 14 | −6  | 3  |
| Guam      | 5  | 0 | 0 | 5 | 1  | 49 | −48 | 0  |

| Thái Lan                                               | 3–2      | Úc                         |
| ------------------------------------------------------ | -------- | -------------------------- |
| Tonglim 44' · Pamornprasert 50' (ph.đ.) · Puangbut 53' | Chi tiết | Tombides 11' · O'Neill 59' |

| Hồng Kông                                      | 4–1      | Guam      |
| ---------------------------------------------- | -------- | --------- |
| Brian Liu 15', 38' · Philip Wong 52' · Orr 60' | Chi tiết | Reyes 89' |

| Indonesia                        | 4–1      | Myanmar         |
| -------------------------------- | -------- | --------------- |
| Puhiri 8', 29', 70' · Ihza 45+2' | Chi tiết | Kyaw Min Oo 80' |

| Thái Lan | 11–0     | Guam |
| --- | -------- | ---- |
| Kulchart 7' · Puangbut 8' · Pamornprasert 16' · Kannoo 28', 31', 47', 71', 90+1' · Tiammuang 33' · Malison 39' · Klankham 82' | Chi tiết |      |

| Úc                                             | 4–0      | Myanmar |
| ---------------------------------------------- | -------- | ------- |
| Warland 20' · De Silva 76', 87' · Tombides 79' | Chi tiết |         |

| Indonesia             | 2–0      | Hồng Kông |
| --------------------- | -------- | --------- |
| Adsit 3' · Puhiri 84' | Chi tiết |           |

| Úc          | 1–0      | Hồng Kông |
| ----------- | -------- | --------- |
| Warland 31' | Chi tiết |           |

| Myanmar        | 1–4      | Thái Lan                                                                      |
| -------------- | -------- | ----------------------------------------------------------------------------- |
| Aung Thu 45+2' | Chi tiết | Kannoo 2' (ph.đ.) · Puangbut 15' · Pamornprasert 54' (ph.đ.) · Tiammung 90+3' |

| Guam | 0–17     | Indonesia |
| ---- | -------- | --- |
|      | Chi tiết | Kurniawan 13', 14', 61', 75', 85' · Puhiri 20', 25', 72', 87' · Fachrozy 26' · Tedi (cầu thủ bóng đá) 48', 56', 57', 80' · Hariansyah 67' · Asso 73', 89' |

| Hồng Kông                             | 2–4      | Myanmar                                                                      |
| ------------------------------------- | -------- | ---------------------------------------------------------------------------- |
| Ip Ching 3' (ph.đ.) · Wong Philip 64' | Chi tiết | Soe Min Tun 48' · Zin Ko Tun 80' (ph.đ.) · Nyein Chan Aung 89' · Wanna 90+3' |

| Guam | 0–10     | Úc                                                                                   |
| ---- | -------- | ------------------------------------------------------------------------------------ |
|      | Chi tiết | Stergiou 10' · Tombides 51', 53', 65', 86', 90+2' · Ly 61' · MacDonald 67', 75', 81' |

| Indonesia           | 1–4      | Thái Lan                                    |
| ------------------- | -------- | ------------------------------------------- |
| Nugroho 66' (ph.đ.) | Chi tiết | Kannoo 57', 62' · Puangbut 85' · Maperm 88' |

| Thái Lan                                                        | 6–2      | Hồng Kông                            |
| --------------------------------------------------------------- | -------- | ------------------------------------ |
| Kannoo 10', 23', 51', 80' · Sukchuai 50' (ph.đ.) · Puangbut 73' | Chi tiết | Philip 77' (ph.đ.) · Liu Ho Wang 85' |

| Myanmar                                               | 7–0      | Guam |
| ----------------------------------------------------- | -------- | ---- |
| Wanna 4', 24', 57' · Aung Thu Phyo 25', 32', 36', 65' | Chi tiết |      |

| Úc                                                                           | 5–2      | Indonesia                    |
| ---------------------------------------------------------------------------- | -------- | ---------------------------- |
| Tombides 3', 78' · Calver 10' · Papadimitrios 39' (ph.đ.) · Hyuga Tanner 63' | Chi tiết | Hargianto 9' · Kurniawan 66' |

## Các đội xếp thứ ba vượt qua vòng loại
Vào vòng loại kết thúc, các đội đứng thứ 3 mỗi bảng sẽ được so sánh để chọn ra đội có thành tích tốt nhất cho mỗi khu vực Đông và Tây để tham gia vòng chung kết giải vô địch bóng đá U-16 châu Á 2012. Do số đội mỗi bảng là khác nhau, nên số trận đấu ở mỗi bảng cũng khác nhau. Vì vậy, để bảo đảm sự bình đẳng khi so sánh thành tích các đội đứng thứ ba của tất cả các bảng, tất cả các đội sẽ được so sánh qua số trận đấu bằng nhau. AFC sẽ quyết định số trận đấu được đem ra để so sánh. Về nguyên tắc, kết quả của những trận đấu giữa mỗi đội đứng thứ 3 và đội cuối bảng sẽ được coi là vô hiệu hóa.
Khu vực Tây
Ở khu vực Tây, Ả Rập Xê Út là đội đứng thứ 3 có thành tích tốt nhất.
| Đội tuyển   | St | T | H | B | BT | BB | HS | Đ |
| ----------- | -- | - | - | - | -- | -- | -- | - |
| Ả Rập Xê Út | 3  | 1 | 1 | 1 | 5  | 3  | +2 | 4 |
| UAE         | 3  | 1 | 1 | 1 | 4  | 4  | 0  | 4 |
| Qatar       | 3  | 1 | 0 | 2 | 5  | 6  | −1 | 3 |
| Bahrain     | 3  | 0 | 1 | 2 | 3  | 6  | −3 | 1 |

Khu vực Đông
Ở khu vực Đông, Lào là đội đứng thứ 3 có thành tích tốt nhất.
| Đội tuyển | St | T | H | B | BT | BB | HS | Đ  |
| --------- | -- | - | - | - | -- | -- | -- | -- |
| Lào       | 5  | 3 | 1 | 1 | 13 | 6  | +2 | 10 |
| Indonesia | 4  | 2 | 0 | 2 | 9  | 10 | −1 | 6  |
| Singapore | 4  | 1 | 1 | 2 | 10 | 6  | +4 | 4  |

## Các đội tuyển vượt qua vòng loại
| - Úc - Trung Quốc - Ấn Độ - Iran | - Iraq - Nhật Bản - Kuwait - Lào | - CHDCND Triều Tiên - Oman - Ả Rập Xê Út - Hàn Quốc | - Syria - Thái Lan - Uzbekistan - Yemen |